# Louis Agassiz
Jean Louis Rodolphe Agassiz (28. května 1807 Haut-Vully, Švýcarsko – 14. prosince 1873 Cambridge, Massachusetts) byl švýcarský paleontolog, glaciolog, geolog, ichtyolog a přírodopisec, který pozdější část života strávil ve Spojených státech. Je známý především teorií o době ledové a odporem k evoluci. Byl zastáncem polygenismu, víry o nejednotném původu lidských ras, a kreacionistou.

## Biografie

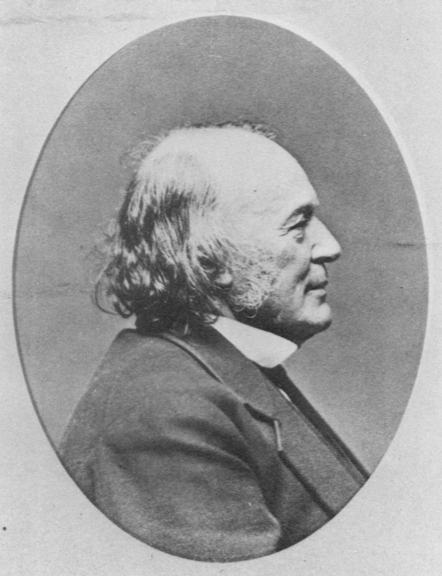
Portrét Agassizeho od A. Sonrela zhruba v roce 1872

Studoval na Univerzitě v Curychu, Heidelberské univerzitě, Mnichovské univerzitě a Univerzitě Erlangen-Norimberk. Na poslední zmíněné obdržel titul doktor filosofie a v Mnichově titul Doktor všeobecného lékařství. Poté se přestěhoval do Paříže, kde se začal zabývat geologií a zoologií. V té době se také začal zajímat o ichtyologii.
V roce 1832 se stal profesorem na univerzitě v Neuchâtelu. Tam se zabýval převážně výzkumem ryb a během deseti let sepsal pětidílnou knihu Výzkum fosílií ryb. Za tuto práci získal v roce 1836 Wollastonovu medaili a v roce 1838 se stal zahraničním členem Královské společnosti.
V roce 1837 byl jedním z prvních lidí, kteří přišli s myšlenkou doby ledové a podpořili ji důkazy. Ten rok se také stal zahraničním členem Královské švédské akademie věd.
V roce 1846 se vydal do Spojených států studovat tamější geologii. Poté se rozhodl tam zůstat a bydlel tam až do své smrti. V roce 1847 se stal profesorem zoologie a geologie na Harvardově univerzitě a v roce 1859 tam založil Muzeum srovnávací zoologie, jehož ředitelem byl až do své smrti v roce 1873. Kromě práce na Harvardu byl také externím přednášejícím na Cornellově univerzitě.
Darwinovu teorii evoluce považoval za nesprávnou mj. proto, že byla v rozporu s fosilním záznamem, neodhalujícím odstupňovaný řetězec jednotlivých postupně se vyvíjejících druhů organismů.
Jsou po něm pojmenovány např. jezero Agassiz a želva Agassizova, hora Agassizhorn (3946 m n. m.) v Bernských Alpách, Mt. Agassiz v Sieře Nevadě v Kalifornii, kráter na Marsu a další.